# Meka
Meka (/ˈmɛkə/; uradno Makkah al-Mukarramah, običajno skrajšano v Makkah ) je glavno mesto province Meka v regiji Hedžas v zahodni Saudovi Arabiji in najsvetejše mesto po islamu. Je 70 km v notranjosti od Džideh na Rdečem morju, v ozki dolini 277 m nad morsko gladino. Njeno metropolitansko prebivalstvo je leta 2022 znašalo 2,4 milijona, zaradi česar je tretje najbolj naseljeno mesto v Saudovi Arabiji za Rijadom in Džido. Približno 44,5 % prebivalstva je saudskih državljanov in okoli 55,5 % muslimanskih tujcev iz drugih držav. Romarji več kot potrojijo število prebivalcev vsako leto med romanjem Hadž, ki ga obeležujemo v dvanajstem hidžrskem mesecu Dhūl-Ḥijjah. Z več kot 10,8 milijona mednarodnih obiskovalcev leta 2023 je bila Meka eno izmed desetih najbolj obiskanih mest na svetu.
Meka na splošno velja za 'izvir in zibelko islama'. Meka je v islamu cenjena kot rojstni kraj islamskega preroka Mohameda. Jama Hira na vrhu Jabal al-Nur ('Gora luči'), tik izven mesta, je mesto, kjer muslimani verjamejo, da je bil Koran prvič razodet Mohamedu. Obisk Meke za Ḥadž je obveznost vseh sposobnih muslimanov. Sveta mošeja v Meki, znana kot Masjid al-Haram, je dom Kabe, za katero muslimani verjamejo, da sta jo zgradila Abraham in Izmael. Je najsvetejše mesto islama in smer molitve (kibla) za vse muslimane po vsem svetu.
Muslimanski vladarji iz regije in okoli nje so dolgo poskušali zavzeti mesto in ga obdržati pod svojim nadzorom, zato je, tako kot večina regije Hedžas, mesto doživelo več sprememb režima. Mesto je nazadnje osvojil Ibn Saud in njegovi zavezniki leta 1925, ko so Saudi osvojili Hedžas. Od takrat je Meka doživela izjemno širitev velikosti in infrastrukture z novejšimi, modernimi stavbami, kot je Abradž Al Bait, četrta na svetu - najvišja stavba in tretja največja po površini, ki se dviga nad Sveto mošejo. Savdska vlada je izvedla tudi uničenje več zgodovinskih struktur in arheoloških najdišč, kot je trdnjava Adžjad. Vendar je bilo veliko rušenj uradno del nenehnega širjenja Masjid al-Harama v Meki in Prerokove mošeje v Medini ter njunih pomožnih servisnih objektov, da bi lahko sprejeli vedno večje število muslimanov, ki opravljajo romanje (hadž). Nemuslimanom je prepovedan vstop v mesto.
Pod saudsko vlado Meko upravlja regionalna občina Meka, občinski svet 14 lokalno izvoljenih članov, ki jih vodi župan (imenovan v arabščini Amin), ki ga imenuje saudska vlada. Leta 2015 je bil župan mesta Osama bin Fadhel Al-Barr; od januarja 2022 je župan Saleh Al-Turki. Mesto Meka je amanah (glavno mesto guvernata), ki predstavlja Meko in okoliško regijo, je glavno mesto province Meka, ki vključuje sosednji mesti Džida in Taif, čeprav je Džida po številu prebivalcev precej večja od Meke. Princ Khalid bin Faisal Al Saud je guverner province od 16. maja 2007.

## Zgodovina

### Prazgodovina
Leta 2010 sta Meka in okolica z odkritjem Saadanijevega fosila postala pomembno mesto za paleontologijo v zvezi z evolucijo primatov. Saadanius velja za primata, ki je tesno povezan s skupnim prednikom opic in opic Starega sveta. Fosilni habitat, blizu današnjega Rdečega morja v zahodni Saudovi Arabiji, je bilo pred 28 milijoni do 29 milijoni let vlažno gozdno območje. Paleontologi, vključeni v raziskavo, upajo, da bodo na tem območju našli še več fosilov.

### Zgodnja zgodovina (do 6. stoletja n. št.)
Zgodnja zgodovina Meke je še vedno v veliki meri zavita v pomanjkanje jasnih virov. Mesto leži v zaledju srednjega dela zahodne Arabije, o katerem so na voljo redki besedilni ali arheološki viri. To pomanjkanje znanja je v nasprotju s severnimi in južnimi območji zahodne Arabije, zlasti s sirsko-palestinsko mejo in Jemnom, kjer imajo zgodovinarji na voljo različne vire, kot so fizični ostanki svetišč, napisi, opažanja grško-rimskih avtorjev in informacije, ki so jih zbrali cerkveni zgodovinarji. Za območje Hedžasa, ki obdaja Meko, je bila značilna odmaknjena, kamnita in negostoljubna narava, ki podpira le skromno naseljeno prebivalstvo v razpršenih oazah in občasnih odsekih rodovitne zemlje. Obala Rdečega morja ni ponujala lahko dostopnih pristanišč, prebivalci oaz in beduini v regiji pa so bili nepismeni.
Raziskava, ki jo je leta 2020 objavil Binimad Al-Ateeqi, kaže, da je bilo prebivalstvo bližje 10.000 posameznikom, številka, ekstrapolirana iz podatkov, vzetih iz zgodovinskih zapisov o bitki pri Badru in druge vojaške ekspedicije, izseljenci v Abesinijo in Medino ter Mohamedovo lastno gospodinjstvo. Al-Ateeqi, raziskovalec iz Kuvajta, ki je obširno pisal o zgodnji zgodovini Meke, prav tako sklepa o številu žensk, otrok, služabnikov in sužnjev, ki so takrat živeli v Meki, in poudarja, da so nekateri bogati posamezniki, kot npr. Abdullah ibn Jud'an je imel kar 100 sužnjev.
Prva jasna omemba Meke v neislamski literaturi se pojavi leta 741 n. št., dolgo po Mohamedovi smrti, v Bizantinsko-arabski kroniki, čeprav tukaj avtor regijo postavlja v Mezopotamijo in ne v Hedžas.
Morebitne prejšnje omembe niso nedvoumne. Grški zgodovinar Diodor Sicilski piše o Arabiji v 1. stoletju pred našim štetjem v svojem delu Bibliotheca historica in opisuje sveto svetišče: »In tam je bil postavljen tempelj, ki je zelo svet in zelo čaščen med vsemi Arabci«. Obstajajo trditve, da bi se to lahko sklicevalo na Kabo v Meki. Vendar je geografska lokacija, ki jo opisuje Diodor, v severozahodni Arabiji, okoli območja Leuke Kome, znotraj nekdanjega Nabatejskega kraljestva in rimske province Arabia Petraea.
Ptolemaj našteje imena 50 mest v Arabiji, eno se imenuje Macoraba. Od leta 1646 se ugiba, da bi se to lahko nanašalo na Meko. Zgodovinsko gledano je v znanosti obstajalo splošno soglasje, da je Macoraba, ki jo je omenil Ptolemaj v 2. stoletju našega štetja, res Meka, vendar je bilo v zadnjem času to pod vprašajem. Bowersock je naklonjen identiteti prve, njegova teorija pa je, da je Macoraba beseda Makkah, ki ji sledi poveličujoči aramejski pridevnik rabb (velik). Rimski zgodovinar Ammian Marcellin je naštel tudi številna mesta zahodne Arabije, od katerih jih je večino mogoče prepoznati. Bowersock trdi, da je Meko res omenil kot Geapolis ali Hierapolis, pri čemer slednje pomeni 'sveto mesto', ki se potencialno nanaša na svetišče Kabe. Patricia Crone, iz revizionistične šole islamskih študij, na drugi strani piše, da »je čista resnica ta, da ime Macoraba nima nobene zveze z imenom Meke [...] če Ptolemaj sploh omenja Meko, jo imenuje Moka, mesto v Arabiji Petraea«.
Prokopijeva izjava iz 6. stoletja, da je pleme Ma'ad posedovalo obalo zahodne Arabije med Ghassanidi in Himjariti na jugu, podpira tradicijo arabskih virov, ki Kurejšije povezujejo z vejo Ma'add in Mohameda kot neposrednega potomca Maa'ad ibn Adnan.
Zgodovinarka Patricia Crone je dvomila o trditvi, da je bila Meka glavna zgodovinska trgovska postojanka. Vendar pa se drugi učenjaki, kot je Glen W. Bowersock, ne strinjajo in trdijo, da je bila Meka glavna trgovska postojanka. Crone je kasneje zanemarila nekatere teorije. Trdi, da se je mekanska trgovina zanašala na kože, izdelke iz usnja, prečiščeno maslo, hidžasijsko volno in kamele. Predlaga, da je bila večina tega blaga namenjena rimski vojski, za katero je znano, da je za svojo opremo potrebovala ogromne količine usnja in kož.
Meka je omenjena v naslednjih zgodnjih koranskih rokopisih:
- Kodeks je. 1615 I, list 47v, radiokarbonski datiran v 591–643 n. št.
- Codex Ṣanʿāʾ DAM 01–29.1, folio 29a, radiokarbonski datiran med 633 in 665 n. št.
- Codex Arabe 331, folio 40 v, radiokarbonski datiran med 652 in 765 n. št.

Najzgodnejši muslimanski napisi so iz območja Meka-Taif.[60]
Islamska pripoved
V islamskem pogledu se začetki Meke pripisujejo svetopisemskim osebam, Adamu, Abrahamu, Hagari in Izmaelu. Adam je bil tisti, ki je zgradil prvo Božjo hišo v Meki po nebeškem prototipu, vendar je bila ta stavba uničena v Noahovem potopu. Verjame se, da se je civilizacija Meke začela po tem, ko je Ibrāhīm (Abraham) zapustil svojega sina Ismāʿīla (Išmaela) in ženo Hādžar (Hagar) v dolini na Alahov ukaz. Nekateri ljudje iz jemenskega plemena Jurhum so se naselili z njimi, in Ismail naj bi se po Ibrahimovem nasvetu poročil z dvema ženskama, eno po ločitvi od prve. Vsaj en človek iz Džurhuma je Ismāīlu in njegovemu očetu pomagal zgraditi ali po islamskih pripovedih rekonstruirati Kabo ('kocko'),(Koran 2, 127)(Koran 3:96)(Koran 22:25-37) ki bi imela družbeno, versko, politično in zgodovinske posledice za mesto in regijo.
Muslimani vidijo omembo romanja v dolini Bakha v poglavju Stare zaveze (Ps 84,3–6 kot sklicevanje na Meko, podobno kot v Koranu v suri 3:96 V Sharḥ al-Asāṭīrju, komentarju na Samarijanska midraška kronologija patriarhov, neznanega datuma, a verjetno sestavljena v 10. stoletju n. št., trdi, da so Meko zgradili sinovi Nebajota, najstarejšega sina Ismāīla ali Izmaela.
Tamudski napisi
Nekateri tamudski napisi, ki so bili odkriti v južni Jordaniji, so vsebovali imena nekaterih posameznikov, kot je ʿAbd Mekkat ({{lang-ar|عَبْد مَكَّة‎ »Služabnik Meke«).
Bilo je tudi nekaj drugih napisov, ki so vsebovali osebna imena, kot je Makki (مَكِّي "Makkan, iz Meke"), vendar je Jawwad Ali z univerze v Bagdadu predlagal, da obstaja tudi verjetnost plemena z imenom Maka.

### Pod Kurejši
Nekje v 5. stoletju je bila Kaba kraj čaščenja božanstev arabskih poganskih plemen. Najpomembnejše pogansko božanstvo Meke je bil Hubal, ki ga je tja postavilo vladajoče pleme Kurejši. in je ostal do osvojitve Meke s strani Mohameda. V 5. stoletju so Kurejši prevzeli nadzor nad Meko in postali izurjeni trgovci. V 6. stoletju so se pridružili donosni trgovini z začimbami, saj so bitke drugje preusmerjale trgovske poti z nevarnih morskih na bolj varne kopenske poti. Bizantinsko cesarstvo je prej nadzorovalo Rdeče morje, vendar se je piratstvo povečevalo. Druga zgodnejša pot, ki je potekala skozi Perzijski zaliv preko rek Tigris in Evfrat, je bila prav tako ogrožena zaradi izkoriščanja Sasanidskega cesarstva in je bila motena z Lakhmidi, Ghasanidi in rimsko-perzijskimi vojnami. Pomembnost Meke kot trgovskega središča je presegla tudi mesti Petra in Palmira. Sasanidi pa niso vedno predstavljali grožnje Meki, saj so jo leta 575 n. št. zaščitili pred jemensko invazijo, ki jo je vodil krščanski voditelj Abraha. Plemena južne Arabije so zaprosila perzijskega kralja Hosraua I. za pomoč, v odgovor na katero je prišel na jug v Arabijo s pešci in floto ladij blizu Meke.
Do sredine 6. stoletja so bile v severni Arabiji tri velike naselbine, vzdolž jugozahodne obale, ki meji na Rdeče morje, v bivalnem območju med morjem in gorovjem Hedžas na vzhodu. Čeprav je bilo območje okoli Meke popolnoma pusto, je bilo to najbogatejša od treh naselbin z obilico vode iz znamenitega vodnjaka Zamzam in lego na križišču glavnih karavanskih poti.
Težke razmere in teren na Arabskem polotoku so pomenili skoraj stalen konflikt med lokalnimi plemeni, vendar so enkrat na leto razglasili premirje in se zbrali v Meki na letnem romanju. Do 7. stoletja je bilo to potovanje namenjeno poganskim Arabcem iz verskih razlogov, da bi se poklonili svojemu svetišču in pili iz Zamzama. Vendar pa je bil vsako leto tudi čas, ko so se reševali spori, dolgovi in na mekanskih sejmih je potekalo trgovanje. Ti letni dogodki so plemenom dali občutek skupne identitete in naredili Meko za pomembno središče polotoka.
Leto slona (570 n. št.)
Leto slona je ime v islamski zgodovini za leto, ki je približno enako 570–572 n. št. ko se je po islamskih virih, kot je Ibn Ishaq, Abraha spustil v Meko, jezdeč na slonu, z veliko vojsko, potem ko je zgradil katedralo v Sani, imenovano al-Qullays v čast Negusu iz Aksuma. Pridobila je splošno slavo, pritegnila je celo pozornost Bizantinskega cesarstva. Abraha je poskušal preusmeriti romanje Arabcev od Kabe do al-Qullays in jih tako dejansko spreobrniti v krščanstvo. Po islamskem izročilu je bilo to leto Mohamedovega rojstva. Abraha je domnevno poslal glasnika z imenom Muhammad ibn Khuza'i v Meko in Tihamah s sporočilom, da je al-Qullays veliko boljša od drugih bogoslužnih hiš in čistejša, saj ni bila oskrunjena z bivališči idolov. Ko je Muhammad ibn Khuza'i prišel do dežele Kinana, so prebivalci nižine, vedoč, po kaj je prišel, poslali moža iz Hudhaila po imenu ʿUrwa bin Hayyad al-Milasi, ki ga je ustrelil s puščico in ga ubil. Njegov brat Qays, ki je bil z njim, je pobegnil k Abrahi in mu povedal novico, kar je povečalo njegov bes in prisegel je, da bo napadel pleme Kinana in uničil Kabo. Ibn Ishaq nadalje navaja, da je bil zaradi tega razjezen eden od mož plemena Kurejš, ki je šel v Sano, ponoči vstopil v cerkev in jo oskrunil; na splošno se domneva, da je to storil z iztrebljanjem vanj.
Abraha je vkorakal na Kabo z veliko vojsko, ki je vključevala enega ali več bojnih slonov, da bi jo porušil. Ko so prišle novice o napredovanju njegove vojske, so se arabska plemena Kurejš, Kinanah, Khuzaa in Hudhajl združila v obrambi Kabe in mesta. Abraha je poslal človeka iz Himjaritskega kraljestva, da bi jim povedal, da želi Abraha samo porušiti Kabo in če se bodo upirali, bodo zdrobljeni. Abdul Muttalib je rekel Mečanom, naj poiščejo zatočišče v hribih, medtem ko so on in nekateri člani Kurejšev ostali v območju Kabe. Abraha je poslal depešo, v kateri je Abdul-Muttaliba povabil, naj se sreča z Abraho in se pogovorita o zadevah. Ko je Abdul-Muttalib zapustil sestanek, so ga slišali reči: »Lastnik te hiše je njen branilec in prepričan sem, da jo bo rešil pred napadom nasprotnikov in ne bo osramotil služabnikov svoje hiše«.
Abraha je na koncu napadel Meko. Vendar pa naj bi se vodilni slon, znan kot Mahmud, ustavil na meji okoli Meke in zavrnil vstop. Obstaja teorija, da bi lahko epidemija, kot je črne koze, povzročila tako neuspešno invazijo na Meko. Sklicevanje na zgodbo v Koranu je precej kratko. Po 105. suri Korana, Al-Fil, se je naslednji dan pojavil temen oblak majhnih ptic, ki jih je poslal Alah. Ptice so v svojih kljunih nosile majhne kamne in bombardirale etiopske sile ter jih razbile do stanja, kot bi bila pojedena slama.
Gospodarstvo
Karavane kamel, ki naj bi jih prvi uporabljal Mohamedov praded, so bile glavni del živahnega gospodarstva Meke. Med trgovci v Meki in lokalnimi nomadskimi plemeni so bila sklenjena zavezništva, ki so prinašala blago – usnje, živino in kovine, izkopane v lokalnih gorah – v Meko, da bi ga naložili na karavane in odpeljali v mesta v Šamu in Iraku. Zgodovinska poročila tudi kažejo, da je blago z drugih celin morda teklo tudi skozi Meko. Blago iz Afrike in Daljnega vzhoda je šlo skozi na poti v Sirijo, vključno z začimbami, usnjem, zdravili, tkaninami in sužnji; v zameno je Meka prejela denar, orožje, žito in vino, ki so jih nato razdelili po vsej Arabiji. Mečani so podpisali pogodbe z Bizantinci in beduini ter se pogajali o varnih prehodih za karavane, ki so jim dali pravice do vode in pašnikov. Meka je postala središče ohlapne konfederacije klientskih plemen, ki so vključevala plemena Banu Tamim. Druge regionalne sile, kot so Abesinci, Gasanidi in Lakhmidi, so propadale, zaradi česar je mekanska trgovina v poznem 6. stoletju postala glavna zavezujoča sila v Arabiji.

### Mohamed in osvojitev Meke
Mohamed se je rodil v Meki leta 570 n. št. in tako je islam od takrat neločljivo povezan z njo. Rodil se je v frakciji Banu Hašim v vladajočem plemenu Kurejš. V bližnji gorski jami Hira na Jabal al-Nourju je Mohamed začel prejemati božanska razodetja od Boga prek nadangela Gabriela leta 610 po islamskem izročilu. Mohamed je zagovarjal svojo obliko abrahamskega monoteizma proti mekanskemu poganstvu in po 13-letnem preganjanju s strani poganskih plemen se je Mohamed izselil (hidžra) leta 622 n. št. s svojimi tovariši Muhadžiruni v Jathrib (kasneje preimenovan v Medino). Konflikt med Kurejšiti in muslimani se je začel na tej točki. Na splošno so mekanska prizadevanja za izničenje islama propadla in so se izkazala za draga in neuspešna. Med bitko pri Hendeku leta 627 n. št. združene arabske vojske niso mogle premagati Mohamedovih sil (saj jih je jarek, ki je obdajal Mohamedove sile, ščitil pred poškodbami in je bila poslana nevihta, da bi vdrla v pleme Kurejš).
Leta 628 n. št. so Mohamed in njegovi privrženci želeli vstopiti v Meko na romanje, vendar so jim to preprečili Kurejši. Kasneje so muslimani in Mečani sklenili pogodbo iz Hudajbije, po kateri so Kurejši in njihovi zavezniki obljubili, da se bodo prenehali bojevati proti muslimanom in njihovim zaveznikom, in obljubili, da bo muslimanom dovoljeno v mesto, da bodo naslednje leto izvedli romanje. Namenjeno je bilo premirju za 10 let; vendar je samo dve leti pozneje Banu Bakr, zaveznik Kurejšov, prekršil premirje s pobojem skupine Banu Khuzaah, zaveznikov muslimanov. Mohamed in njegovi tovariši, zdaj 10.000 močnih, so vkorakali v Meko in osvojili mesto. Poganske podobe so uničili Mohamedovi privrženci in lokacijo islamizirali ter ponovno posvetili čaščenju samo Alaha. Meka je bila razglašena za najsvetejši kraj v islamu in je bila določena za središče muslimanskega romanja (hadž), enega od petih stebrov islamske vere.
Mohamed se je nato vrnil v Medino, potem ko je imenoval 'Attaba ibn Asida za guvernerja mesta. Njegove druge dejavnosti v Arabiji so vodile do združitve Arabskega polotoka pod zastavo islama. Mohamed je umrl leta 632 n. št. V naslednjih nekaj sto letih se je območje pod zastavo islama raztezalo od severne Afrike do Azije in delov Evrope. Ko je islamsko kraljestvo raslo, je Meka še naprej privabljala romarje iz vsega muslimanskega sveta in širše, saj so muslimani prihajali na letno romanje hadž. Meka je pritegnila tudi celoletno populacijo učenjakov, pobožnih muslimanov, ki so želeli živeti blizu Kabe in lokalnih prebivalcev, ki so stregli romarjem. Zaradi težavnosti in stroškov hadža so romarji v Džido prispeli z ladjo in prišli po kopnem ali pa se pridružili letnim karavanama iz Sirije ali Iraka.

### Srednji vek in predmoderni čas
Meka nikoli ni bila prestolnica nobene od islamskih držav. Muslimanski vladarji so prispevali k njenemu vzdrževanju, na primer med vladavino Omarja (vladal 634–644 n. št.) in Osmana ibn Afana (vladal 644–656 n. š.), ko so zaradi zaskrbljenosti zaradi poplav kalifi pripeljali krščanske inženirje zgraditi jezove v nižinskih predelih ter zgraditi nasipe za zaščito območja okoli Kabe.
Mohamedova vrnitev v Medino je premaknila fokus stran od Meke in kasneje še dlje, ko je Ali, četrti kalif, prevzel oblast in izbral Kufo za svojo prestolnico. Omajadski kalifat je prestolnico preselil v Damask v Siriji, Abasidski kalifat pa v Bagdad v današnjem Iraku, ki je ostal središče islamskega imperija skoraj 500 let. Meka je ponovno vstopila v islamsko politično zgodovino med drugo Fitno, ko so jo zasedali Abdulah ibn al-Zubejr in Zubejridi. Mesto so dvakrat oblegali Omajadi v letih 683 n. št. in 692 n. št. in še nekaj časa zatem. Mesto ni bilo veliko v politiki, ostalo je mesto predanosti in učenosti, ki so ga upravljale različne frakcije. Leta 930 n. št. so Meko napadli in oplenili Karmatijci, tisočletna šiitska ismailitska muslimanska sekta, ki jo je vodil Abū-Tāhir Al-Džannābī in je imela središče v vzhodni Arabiji. Pandemija črne smrti je prizadela Meko leta 1349.
Pod Osmani
Leta 1517 je takratni šerif Meke, Barakat bin Muhammad, priznal nadoblast Osmanskega kalifa, vendar je ohranil veliko stopnjo lokalne avtonomije. Leta 1803 je mesto zavzela prva saudska država, ki je držala Meko do leta 1813 in uničila nekaj zgodovinskih grobnic in kupol v mestu in okolici. Osmani so nalogo vrnitve Meke pod osmanski nadzor dodelili svojemu močnemu kedivu (podkralju) in egiptovskemu valiju, Mohamedu Ali Paši. Mohamed Ali Paša Egiptovski je leta 1813 uspešno vrnil Meko pod osmanski nadzor. Leta 1818 je bil Saud znova poražen, vendar je preživel in ustanovil drugo saudsko državo, ki je trajala do leta 1891 in vodila do današnje države Saudove Arabije. Leta 1853 se je sir Richard Francis Burton preoblečen v muslimana podal na muslimansko romanje v Meko in Medino. Čeprav Burton zagotovo ni bil prvi nemuslimanski Evropejec, ki je opravil hadž (Ludovico di Varthema je to storil leta 1503), njegovo romanje ostaja eno najbolj znanih in dokumentiranih sodobnega časa. Meko so redno prizadeli izbruhi kolere. Med letoma 1830 in 1930 je med romarji v Meki 27-krat izbruhnila kolera.

### Moderna zgodovina
Hašemitski upor in kasnejši nadzor s strani šerifata Meke
V prvi svetovni vojni je bilo Osmansko cesarstvo v vojni z zavezniki. Uspešno je odvrnila napad na Carigrad v kampanji Gallipoli in na Bagdad v obleganju Kuta. Britanski obveščevalni agent T.E. Lawrence je sklenil zaroto z osmanskim guvernerjem Huseinom bin Alijem, mekinim šerifom, da bi se uprli Osmanskemu cesarstvu in to je bilo prvo mesto, ki so ga njegove sile zavzele v bitki za Meko leta 1916. Sharifov upor se je izkazal za prelomnico vojne na vzhodni fronti. Husein je razglasil novo državo, kraljestvo Hedžas, pri čemer se je razglasil za šarifa države in Meko za svojo prestolnico. Novice v novembru 1916 prek stika v Kairu z romarji, ki so se vračali na hadž, so navajale, da je bil hadž leta 1916, ko ni bilo več osmanskih turških oblasti, brez prejšnjega velikega izsiljevanja in denarnih zahtev, ki so jih postavljali Turki, ki so bili agenti osmanske vlade.
Osvajanje Saudove Arabije in sodobna zgodovina
Po bitki za Meko leta 1924 je družina Saud strmoglavila šarifa iz Meke in jo vključila v Saudovo Arabijo. Pod saudsko vladavino je bil velik del zgodovinskega mesta porušen zaradi bojazni saudske vlade, da bi ta mesta lahko postala mesta združevanja v čaščenju poleg Alaha (širk). Mesto je bilo razširjeno tako, da vključuje več mest, ki so prej veljala za ločena od svetega mesta in je zdaj le nekaj kilometrov izven glavnih krajev hadža, Mine, Muzdalife in Arafata. Meka ni povezana z nobenim letališčem zaradi skrbi glede varnosti mesta. Namesto tega ga oskrbuje mednarodno letališče King Abdulaziz v Džidi (približno 70 km stran) in regionalno letališče Taif (približno 120 km stran) za domače lete.
Mesto je danes na stičišču dveh najpomembnejših avtocest v celotnem cestnem sistemu Saudove Arabije, avtoceste 40, ki povezuje mesto z Džido na zahodu in prestolnico, Rijadom in Damamom na vzhodu in avtoceste 15, ki povezuje Medino, Tabuk in naprej do Jordanije na severu ter Abhe in Džizana na jugu. Osmani so nameravali razširiti svojo železniško mrežo do Svetega mesta, vendar so bili zaradi vstopa v prvo svetovno vojno ta načrt prisiljeni opustiti. Ta načrt je kasneje izvedla saudska vlada, ki je dve sveti mesti, Medino in Meko, povezala s sodobnim sistemom hitre železnice Haramain, ki vozi s hitrostjo 300 km/h (190 mph) in obe mesti povezuje preko Džide, Mednarodno letališče kralja Abdulaziza in gospodarsko mesto kralja Abdullaha blizu Rabigha v dveh urah.
Haramsko območje Meke, kamor je prepovedan vstop nemuslimanom, je veliko večje od Medine.
1979 Zaseg Velike mošeje
20. novembra 1979 je dvesto oboroženih disidentov, ki jih je vodil Džuhajman al-Otaibi, zavzelo Sveto mošejo, trdeč, da saudska kraljeva družina ne predstavlja več čistega islama in da morajo Masjid al-Haram in Kaba držati tisti prave vere. Uporniki so več deset tisoč romarjev zajeli kot talce in se zabarikadirali v mošeji. Obleganje je trajalo dva tedna in povzročilo več sto smrti in veliko škodo na svetišču, zlasti galeriji Safa-Marwah. Večnacionalnim silam je končno uspelo ponovno zavzeti mošejo. Od takrat je bila Sveta mošeja večkrat razširjena, številne druge širitve pa se izvajajo danes.
Uničenje območij islamske dediščine
Pod saudsko vladavino je bilo ocenjeno, da je bilo od leta 1985 v Meki porušenih okoli 95 % zgodovinskih stavb, večina starih več kot tisoč let. Poročali so, da je zdaj v Meki ostalo manj kot 20 struktur, ki izvirajo iz časa Mohameda. Nekatere pomembne stavbe, ki so bile uničene, vključujejo hišo Khadidže, Mohamedove žene, hišo Abu Bakra, Mohamedovo rojstno hišo in trdnjavo Adžjad iz osmanskega obdobja. Razlog za velik del uničenja zgodovinskih stavb je bila gradnja hotelov, stanovanj, parkirišč in drugih infrastrukturnih objektov za romarje na hadž.
Zgodbe med romanjem
Meka je bila prizorišče številnih incidentov in neuspešnega nadzora množice zaradi velikega števila ljudi, ki pridejo na hadž. Na primer, 2. julija 1990 se je romanje v Meko končalo tragično, ko je v prenatrpanem tunelu za pešce odpovedal prezračevalni sistem in 1426 ljudi se je v stampedu bodisi zadušilo bodisi poteptalo do smrti. 24. septembra 2015 je bilo med obredom kamenjanja hudiča v Džamaratu v stampedu v Mini ubitih 700 romarjev.
2027 popoln sončni mrk
Meka je v ponedeljek, 2. avgusta 2027, doživela popolni sončni mrk, ki je trajal 5 minut in 8 sekund.

## Pomen za islam
Meka ima pomembno mesto v islamu in velja za najsvetejše mesto v vseh vejah vere. Mesto črpa svoj pomen iz vloge, ki jo ima pri hadžu in umri, ter zaradi statusa rojstnega kraja Mohameda.

### Sveta mošeja ali Masjid al-Haram
Sveta mošeja ali Masjid al-Haram je kraj dveh najpomembnejših obredov tako hadža kot tudi umre, obhoda okoli Kabe (tavaf) in hoje med obema gorama Safa in Marva (sae). Mošeja je tudi mesto vodnjaka Zamzam. Po islamskem izročilu je molitev v mošeji enaka 100.000 molitvam v kateri koli drugi mošeji po svetu.
Kaba
Med islamskimi učenjaki obstajajo različna mnenja o tem, kdo je prvi zgradil Kabo, nekateri menijo, da so jo zgradili angeli, medtem ko drugi verjamejo, da jo je zgradil Adam. Ne glede na to, da je bila večkrat zgrajena, preden je dosegla sedanje stanje. Kaba je tudi skupna smer molitve (kibla) za vse muslimane. Površina, ki obkroža Kabo, po kateri jo muslimani obkrožajo, je znana kot Mataf.
Hadžar el-Aswad (Črni kamen)
Črni kamen (Hadžar el-Aswad; arabsko الحجر الأسود‎) je kamen, ki ga znanstveniki smatrajo za meteorit ali podobnega izvora, muslimani pa verjamejo, da je božanskega izvora. Postavljen je v vzhodnem kotu Kabe in dotikati se kamna in ga poljubljati je suna. Območje okoli kamna je praviloma vedno polno in varovano s policisti, ki skrbijo za varnost romarjev. V islamski tradiciji je bil kamen poslan iz Džane (Raja) in uporabljen za gradnjo Kabe. Nekoč je bil bel kamen (in je bil bolj bel od mleka). Zaradi posvetnih grehov človeka je z leti po tem, ko je bil spuščen na Zemljo, počasi spremenil barvo v črno.
Makam Ibrahim
To je kamen, na katerem je stal Ibrahim (Abraham), da bi zgradil višje dele Kabe. Vsebuje dva odtisa stopal, ki sta sorazmerno večja od povprečnih sodobnih človeških stopal. Kamen je dvignjen in nameščen v zlati šesterokotni komori poleg Kabe na plošči Mataf. Kamen v ohišju je kvadratne oblike in meri 40 cm v dolžino in širino ter 20 cm v višino. Včasih je bil obdan s strukturo, imenovano Maqsurat Ibrahim, ki je bila prekrita s sitaro: okrasna, vezena zavesa, ki so jo vsako leto zamenjali. Trenutno je nameščen v ohišju iz zlate kovine. Zunanje ohišje se je skozi leta večkrat spremenilo; zgodovinske fotografije kažejo, da je ob njej stal obok vrat Banu Šajbah.
Safa in Marva
Muslimani verjamejo, da Alah v božanskem razodetju Mohamedu, v Koranu, opisuje gori Safa in Marvah kot simbola svoje božanskosti. Hoja med obema gorama sedemkrat, 4-krat od Safe do Marve in 3-krat iz Marve izmenično, velja za obvezen steber (rukn) umra.

### Hadž in umra
Romanje hadž, imenovano tudi večje romanje, privabi milijone muslimanov z vsega sveta in skoraj potroji prebivalstvo Meke za en teden v dvanajstem in zadnjem muslimanskem mesecu Dhu al-Hijjah. Leta 2019 je hadž v sveto mesto privabil 2.489.406 romarjev. Umro ali manjše romanje lahko opravite kadar koli v letu. Vsak odrasel, zdrav musliman, ki ima finančno in fizično zmožnost potovati v Meko, mora vsaj enkrat v življenju opraviti hadž. Umro, manjše romanje, ni obvezno, vendar je priporočeno v Koranu. Poleg Masjid al-Harama morajo romarji obiskati tudi bližnja mesta Mina/Muna, Muzdalifah in goro Arafat za različne obrede, ki so del hadža.

### Jabal al-Nur
To je gora, za katero muslimani verjamejo, da je bila tam kraj, kjer je Mohamed preživel svoj čas stran od živahnega mesta Meka v osami. Gora je na vzhodnem vhodu v mesto in je najvišja točka v mestu s 642 metri.

#### Jama Hira'a
Na vrhu Jabal an-Nur je jama, v kateri muslimani verjamejo, da je Mohamed prejel prvo razodetje od Alaha preko nadangela Gabrijela (džibril v islamski tradiciji) v starosti 40 let.

### Nemuslimani v Meki
Čeprav je vstop nemuslimanom v Meko prepovedan in dostope v mesto nadzorujejo s cestnimi zaporami, se je nekaterim pustolovcem to vseeno posrečilo. Znan je obisk britanskega raziskovalca sira Richarda Burtona leta 1853. Pretvarjal se je, da je afganistanski musliman, po obisku pa je svoje vtise iz Meke in Medine opisal v knjigi.
Obisk nemuslimana v Meki je opisan tudi v delu Karla Maya Križem po Jutrovem.

## Geografija
Meka leži v regiji Hedžas, 200 km širokem pasu gora, ki ločuje puščavo Nefud od Rdečega morja. Mesto je v istoimenski dolini približno 70 km vzhodno od pristaniškega mesta Džida. Meka je eno najnižje ležečih mest v regiji Hedžas, in je na 21°23' severne zemljepisne širine in 39°51' vzhodne zemljepisne dolžine. Meka je razdeljena na 34 okrožij.
Središče mesta je območje al-Haram, ki vsebuje Masjid al-Haram. Območje okoli mošeje je staro mesto in vsebuje najbolj znano okrožje Meke, Adžjad. Glavna ulica, ki vodi do al-Harama, je ulica Ibrahim al-Khalil, poimenovana po Ibrahimu. Tradicionalne, zgodovinske hiše, zgrajene iz lokalnega kamna, visoke dve do tri nadstropja, so še vedno prisotne v osrednjem delu mesta, v bližini sodobnih hotelov in nakupovalnih kompleksov. Celotna površina sodobne Meke je več kot 1200 km².

### Nadmorska višina
Meka je na višini 277 m nad morsko gladino in približno 70 km v notranjosti od Rdečega morja. Je eno najnižje ležečih v regiji Hedžas, čeprav nekateri gorski vrhovi v Meki dosežejo 1000 m višine.

### Topografija
Središče mesta leži v koridorju med gorami, ki ga pogosto imenujejo tudi »Mekanska kotanja«. Območje vključuje dolino al-Taneem, dolino Bakkah in dolino Abqar.] Ta gorata lega je opredelila sodobno širitev mesta.

### Podnebje
Meka ima vroče puščavsko podnebje. Kot večina mest v Saudovi Arabiji ima Meka tople do vroče temperature tudi pozimi, ki se gibljejo od 18 °C ponoči do 30 °C popoldne. Poletne temperature so izredno visoke in popoldne presežejo 40 °C, zvečer pa padejo do 30 ºC. V Meki običajno dežuje v majhnih količinah, padavine pa so razpršene od novembra do januarja.
| Podnebni podatki za Mecca             | Podnebni podatki za Mecca | Podnebni podatki za Mecca | Podnebni podatki za Mecca | Podnebni podatki za Mecca | Podnebni podatki za Mecca | Podnebni podatki za Mecca | Podnebni podatki za Mecca | Podnebni podatki za Mecca | Podnebni podatki za Mecca | Podnebni podatki za Mecca | Podnebni podatki za Mecca | Podnebni podatki za Mecca | Podnebni podatki za Mecca |
| Mesec                                 | Jan                       | Feb                       | Mar                       | Apr                       | Maj                       | Jun                       | Jul                       | Avg                       | Sep                       | Okt                       | Nov                       | Dec                       | Letno                     |
| ------------------------------------- | ------------------------- | ------------------------- | ------------------------- | ------------------------- | ------------------------- | ------------------------- | ------------------------- | ------------------------- | ------------------------- | ------------------------- | ------------------------- | ------------------------- | ------------------------- |
| Rekordno visoka temperatura °C        | 37.4                      | 38.3                      | 42.4                      | 44.7                      | 49.4                      | 49.6                      | 49.8                      | 49.7                      | 49.4                      | 47.0                      | 41.2                      | 38.4                      | 49.8                      |
| Povprečna visoka temperatura °C       | 30.5                      | 31.7                      | 34.9                      | 38.7                      | 42.0                      | 43.8                      | 43.0                      | 42.8                      | 42.8                      | 40.1                      | 35.2                      | 32.0                      | 38.1                      |
| Povprečna dnevna temperatura °C       | 24.0                      | 24.7                      | 27.3                      | 31.0                      | 34.3                      | 35.8                      | 35.9                      | 35.7                      | 35.0                      | 32.2                      | 28.4                      | 25.6                      | 30.8                      |
| Povprečna nizka temperatura °C        | 18.8                      | 19.1                      | 21.1                      | 24.5                      | 27.6                      | 28.6                      | 29.1                      | 29.5                      | 28.9                      | 25.9                      | 23.0                      | 20.3                      | 24.7                      |
| Rekordno nizka temperatura °C         | 11.0                      | 10.0                      | 13.0                      | 15.6                      | 20.3                      | 22.0                      | 23.4                      | 23.4                      | 22.0                      | 18.0                      | 16.4                      | 12.4                      | 10.0                      |
| Povprečna količina padavin mm         | 20.8                      | 3.0                       | 5.5                       | 10.3                      | 1.2                       | 0.0                       | 1.4                       | 5.0                       | 5.4                       | 14.5                      | 22.6                      | 22.1                      | 111.8                     |
| Povp. št. dni s padavinami            | 4.0                       | 0.9                       | 1.8                       | 1.8                       | 0.7                       | 0.0                       | 0.3                       | 1.5                       | 2.0                       | 1.9                       | 3.9                       | 3.6                       | 22.4                      |
| Povprečna relativna vlažnost (%)      | 58                        | 54                        | 48                        | 43                        | 36                        | 33                        | 34                        | 39                        | 45                        | 50                        | 58                        | 59                        | 59                        |
| Povp. št. sončnih ur na dan           | 7                         | 8                         | 9                         | 10                        | 11                        | 10                        | 9                         | 10                        | 10                        | 10                        | 8                         | 7                         | 9                         |
| Vir 1: Jeddah Regional Climate Center |                           |                           |                           |                           |                           |                           |                           |                           |                           |                           |                           |                           |                           |
| Vir 2: Weather2Travel (sunshine)      |                           |                           |                           |                           |                           |                           |                           |                           |                           |                           |                           |                           |                           |